# لینگونی
لینگونی (به لاتین: Lingoni) یک منطقهٔ مسکونی در اتحاد قمر است که در آنژوان واقع شده‌است.

## خصوصیات
لینگونی  ۲٬۲۲۸ نفر جمعیت دارد.